# Barrillos (Santa Colomba de Curueño)
Barrillos es una localidad perteneciente al municipio de Santa Colomba de Curueño, en la provincia de León, Castilla y León (España).

## Situación
Se encuentra en la ribera del mismo Curueño que le dona su apellido y limita con las localidades de Ambasaguas de Curueño, Barrio de Nuestra Señora, Devesa de Curueño, Gallegos de Curueño, La Mata de Curueño, Pardesivil y Santa Colomba de Curueño .

## Demografía
| 2010 |  | 2011 |  | 2012 |  | 2013 |
| ---- |  | ---- |  | ---- |  | ---- |
| 121  |  | 115  |  | 117  |  | 113  |

## Servicios y empresas
Esta localidad cuenta con una serie de empresas como 3 explotaciones ganaderas, 1 empresa de servicios forestales y suministro biocombustibles, 1 empresa de soldadura, 1 empresa de construcción, 1 supermercado, 1 empresa de quesería y 1 establecimiento de hostelería.

## Comunicaciones
El pueblo se encuentra atravesado por la LE-321 (Barrio de Nuestra Señora-La Vecilla), comunicando con la N-621 (León-Unquera) y la CL-624 (Puente Villarente-Boñar) en Barrio de Nuestra  Señora; y con la CL-626 (Villablino-Aguilar de Campoo) en La Vecilla.